# Nicolas Masterson
Nicolas Masterson (Londen, 1 maart 1744 - Brugge, 7 december 1806) was een Engels koopman te Brugge, actief in de trans-Atlantische driehoekshandel tijdens de Vierde Engels-Nederlandse Oorlog (1780-1784) vanuit de Zuidelijke Nederlanden.

## Familie en gezin
Nicolas Masterson was de zoon van Henri Masterson en Martha Heath. Hij was gehuwd met Marie Rendell met wie hij twee dochters (Mary en Martha) en een zoon (Henry William) had. Hij overleed op 7 december 1806 te Brugge en werd begraven op het kerkhof van Sint-Kruis. Aan de muur van de kerk van Sint-Kruis hangt ook een memorieplaat ter nagedachtenis van Nicolas Masterson.

## Mason, Blundell & Masterson
Nicolas Masterson, werd op 22 september 1781 poorter van de stad Brugge. Kort daarvoor, op 1 mei 1781, ging Masterson een partnerschap voor de duur van 7 jaar aan met de Londense handelaar Kender Mason, die optreedt in naam van zijn zoon Henry William Mason die verblijft in Den Haag, en met Henry Blundell uit Liverpool. Ze zullen onder de naam Mason, Blundell & Masterson opereren. Voorheen was Masterson ‘chief clerk a many years in our house’ bij Kender Mason. Kender Mason (1722-1791) was eigenaar van een grootschalige slavenfactorij in de vrijhaven Roseau op het Caribische eiland Dominica en zeer actief in de slavenhandel. Henry Blundell, was dan weer zoon van slavenhandelaar en Liverpoolse eigenaar van koolmijnen Jonathan Blundell (1723-1800) en kleinzoon van Bryan Blundell (1675-1756), burgemeester van Liverpool en eveneens slavenhandelaar. Henry Blundell (1755-1832) bezat koolmijnen rond Liverpool en was zelf ook meermaals burgemeester van Liverpool. Tijdens de Vierde Engels-Nederlandse Oorlog maakt het bedrijf gebruik van de neutrale status van de Oostenrijkse Nederlanden om vanuit Brugge en Oostende aan trans-Atlantische driehoekshandel te doen.

## Betrokkenheid bij slavenhandel
Van één van de schepen van Mason, Blundell & Masterson, het schip Den Keyser met kapitein Waddington, varend onder Brugse zeebrief, kennen we het gedetailleerde wedervaren dankzij onder meer het boek "A merciless place" van Emma Christopher. Den Keyser doet voor Mason & Co niet alleen dienst als slavenschip, maar wordt ook ingezet om verbannen Engelse veroordeelde misdadigers naar Afrika te transporteren waar zij worden ingezet als bewakers bij de slavenhandel. De convicts worden opgepikt in Portsmouth en Londen en op 6 november 1782 vaart men af naar Afrika om daar bij het fort Cape Coast Castle in Ghana dertien veroordeelden af te leveren bij de Company of Merchants Trading to Africa..  In plaats van de afgesproken dertien veroordeelden, waren er echter meer dan 40 gevangenen aan boord, per twee aan elkaar vastgeketend. Onderweg worden er dan maar geïmproviseerd mannen gedropt in Gorée (Dakar, Senegal) en daar gewoon vrijgelaten. Anderen worden achtergelaten bij Fort Commenda (Ghana) en te Fida (Benin), zoals Christopher in detail kon documenteren. Volgens de database SlaveVoyages komt Den Keyser van kapitein Waddington in juli 1783 in Dominica aan met vermoedelijk 328 van de 359 slaven waarmee ze uit Afrika in mei 1783 vertrokken zijn.. Het jaar daarop verzorgt kapitein Waddington opnieuw een slaventransport. Zijn schip, herdoopt tot Nancy, zeilt – nog steeds voor rekening van Mason, Blundell & Masterson – op 7 juni 1784 vanuit een tussenstop in Sao Tomé voor de Afrikaanse kunst af naar de Caraïben. ‘597 Slaves on board, all well’ zo meldt de zakenkrant New Lloyd’s List. Uiteindelijk komen slechts 480 slaven aan in de eindbestemming Kingston (Jamaica) na een tussenstop in Barbados. De overtocht kost 117 slaven het leven, een mortaliteitsgraad van 20%. Datzelfde schip Nancy brengt in juli 1786 vermoedelijk 406 slaven van Bonny (Nigeria) naar Dominica. 